# Claude Dauphin (homme politique)
Pour les articles homonymes, voir Claude Dauphin et Dauphin (homonymie).
Claude Dauphin, né le 17 décembre 1953 à Lachine, est un avocat et politicien québécois. Il a été  maire de l’arrondissement de Lachine pendant 16 ans.

## Biographie
Claude Dauphin est député de Marquette pour le Parti libéral à l'Assemblée nationale du Québec de 1981 à 1994.
Il est administrateur au sein du conseil d'administration de l'Amicale des anciens parlementaires de l'Assemblée nationale du Québec d'octobre 1996 à octobre 1997. 
Élu conseiller municipal de la Ville de Montréal en novembre 2001, Claude Dauphin est membre du comité exécutif de Montréal, responsable du transport ainsi que président du conseil d’administration de la Société de transport de Montréal.
Réélu aux élections municipales de novembre 2005 à titre de maire de l’arrondissement de Lachine, Claude Dauphin est nommé à la présidence du comité exécutif en juillet 2008, cumulant les fonctions de responsable de la sécurité publique, du capital humain, des affaires gouvernementales et des sociétés paramunicipales et président du comité des grands projets.
Élu à nouveau lors des élections municipales du 1er novembre 2009 à la mairie de l'arrondissement de Lachine, il est alors désigné président du Conseil municipal de Montréal, fonction qu'il occupe jusqu'en avril 2011.
En mai 2014, le maire Claude Dauphin lance un ultimatum à la Ville de Montréal. Après une coupure des budgets de la ville, le maire pense défusionner Lachine de la ville centre (Montréal). La fusion date de 2002.
Claude Dauphin est défait aux élections municipales du 5 novembre 2017.